# Afeto (filosofia)
Afeto (affectus ou adfectus em latim) é um conceito usado em filosofia por Spinoza, Deleuze e Guattari, o qual designa um estado da alma, um sentimento. De acordo com a Ética III, 3, Definição 3, de Spinoza, um afeto é uma mudança ou modificação que ocorre simultaneamente no corpo e na mente. A maneira como somos afetados pode diminuir ou aumentar a nossa vontade de agir.